# Famille de Fenis
La famille de Fenis est une dynastie de comtes dans le nord-ouest de la Suisse (actuellement territoire du canton de Neuchâtel) au XIe siècle qui aurait donné naissance à la Maison de Neuchâtel.

## Origine
Les membres de cette famille occupaient un fief comtal à Fenis, dépendant du comté de Bargen, dont la résidence est le château de Hasenburg (aujourd'hui disparu ce château se situait entre Anet et Vinelz). En 1117, à la suite d'un tremblement de terre qui détruisit le château de Hasenburg, les comtes de Fenis déplacent leur résidence à Cerlier, ou Erlach tout proche, dont l'évêque Bourcard de Fenis, fils du comte Ulrich Ier de Fenis, venait d'achever la construction.
Dans le même temps, le deuxième fils d'Ulrich Ier, l'évêque Cono de Fenis, édifie l'abbaye Saint-Jean-Baptiste de Cerlier sur une île de la Thielle. Cette réalisation va permettre aux seigneurs de Neuchâtel, en se désignant comme « descendants des fondateurs de l'abbaye », de se revendiquer en tant qu'héritiers des comtes de Fenis.
Vers 1143, Mangold II de Fenis et son frère Rodolphe Ier entreprennent la construction de l'abbaye de Fontaine-André qui se terminera vers 1147. À cette fin ils donnent, en plus des terres de Fontaine-André celles de Champreveyres, de Chatcères et de Savagnier à quoi ils ajoutent des droits de seigneuries qui auparavant n'y existaient pas : « merum, mixtum imperium », le « merum imperium » étant le droit de glaive et le « mixtum imperium » le droit de glaive auquel s'ajoute la juridiction, l'union des deux traduit le droit seigneurial le plus élevé comprenant la haute justice criminelle et la supériorité territoriale, ainsi les abbés de Fontaines-André se voient-ils confier la justice haute, moyenne et basse sur leur terre et se feront-ils appeler baron dans quelques actes. Le 24 ou 25 février 1144 l'évêque de Lausanne Guy de Maligny confirme la remise des terres à l'abbé Richard de l'abbaye du lac de Joux, ce dernier ne pouvant détacher le nombre nécessaire de moines pour s'installer à Fontaine-André en confiait la tâche à Wachelm abbé de celle de Corneux.